# Bahnhof Yūrakuchō
Der Bahnhof Yūrakuchō (jap. 有楽町駅, Yūrakuchō-eki) ist ein Bahnhof in der japanischen Hauptstadt Tokio. Er wird von der Bahngesellschaft JR East betrieben und befindet sich im Bezirk Chiyoda. Darüber hinaus ist er ein wichtiger Umsteigeknoten zwischen Eisenbahn und U-Bahn.

## Verbindungen
Yūrakuchō ist ein Durchgangsbahnhof an der Keihin-Tōhoku-Linie und an der Yamanote-Linie, die beide durch die Bahngesellschaft JR East betrieben werden. Erstere verbindet Ōmiya mit Tokio und Yokohama sowie daran anschließend auf der Negishi-Linie mit Ōfuna. Tagsüber fahren die Nahverkehrszüge alle fünf Minuten, während der Hauptverkehrszeit alle drei bis vier Minuten. Somit werden jede Stunde zwischen 12 und 20 Züge angeboten. Ähnlich dicht ist der Verkehr auf der ringförmig rund um das Tokioter Stadtzentrum verlaufenden Yamanote-Linie: Tagsüber in beiden Richtungen zwölf Züge je Stunde, während der Hauptverkehrszeit bis zu 18 Züge.
Auf der Yūrakuchō-Linie verkehren die U-Bahnen tagsüber stündlich bis zu zwölf Mal und während der Hauptverkehrszeit bis zu 16 Mal. Etwa die Hälfte der Züge werden zur Tōbu Tōjō-Hauptlinie, zur Seibu Yūrakuchō-Linie und zur Seibu Ikebukuro-Linie durchgebunden. Auf dem nordwestlichen Bahnhofsvorplatz befindet sich ein Busterminal, der von einem Dutzend Linien von Toei Bus und Hitachi Jidosha Kōtsū bedient wird. Nachtbusse von Tōbu Bus halten vor dem benachbarten Kaufhaus Yūrakuchō Marion. Zahlreiche weitere Linien verschiedener Gesellschaften halten südlich davon an der benachbarten Einkaufsstraße Harumi-dori.

## Anlage
Der Bahnhof steht im gleichnamigen Stadtteil, der zum Tokioter Bezirk Chiyoda gehört. Die Umgebung ist von Vergnügungseinrichtungen und Gastronomiebetrieben geprägt, aber auch von Hotels und Bürohochhäusern; im Norden steht das Tokyo International Forum. Die Anlage von JR East ist von Nordosten nach Südwesten ausgerichtet. Sie befindet sich auf einem Viadukt und umfasst vier Gleise an zwei überdachten Mittelbahnsteigen. Sie werden von den Nahverkehrszügen der Yamanote-Linie und der Keihin-Tōhoku-Linie entsprechend ihrer Fahrtrichtung und nicht gemäß der Linienzugehörigkeit angefahren. Parallel dazu verlaufen an der Südseite die beiden Gleispaare der Tōkaidō-Hauptlinie und der Schnellfahrstrecke Tōkaidō-Shinkansen, deren Züge hier nicht halten. Der Zugang zu den Bahnsteigen erfolgt auf vier Seiten von der Straßenebene aus.
Unter der Straße, die nördlich am Bahnhof vorbei führt, verläuft in Ost-West-Richtung die Yūrakuchō-Linie der Tokioter U-Bahn. Der dort befindliche U-Bahnhof besitzt zwei Gleise an einem Mittelbahnsteig. Ein weit verzweigtes Netz von Fußgängerpassagen unter der Harumi-dori verbindet den Bahnhof mit den wichtigsten benachbarten Büro- und Geschäftsgebäuden, dem Hibiya-Park sowie den benachbarten U-Bahnhöfen Ginza, Hibiya und Higashi-ginza.
Im Fiskaljahr 2020 nutzten durchschnittlich 344.745 Fahrgäste täglich den Bahnhof. Davon entfielen 167.748 auf JR East und 176.997 auf Tōkyō Metro.

## Bilder

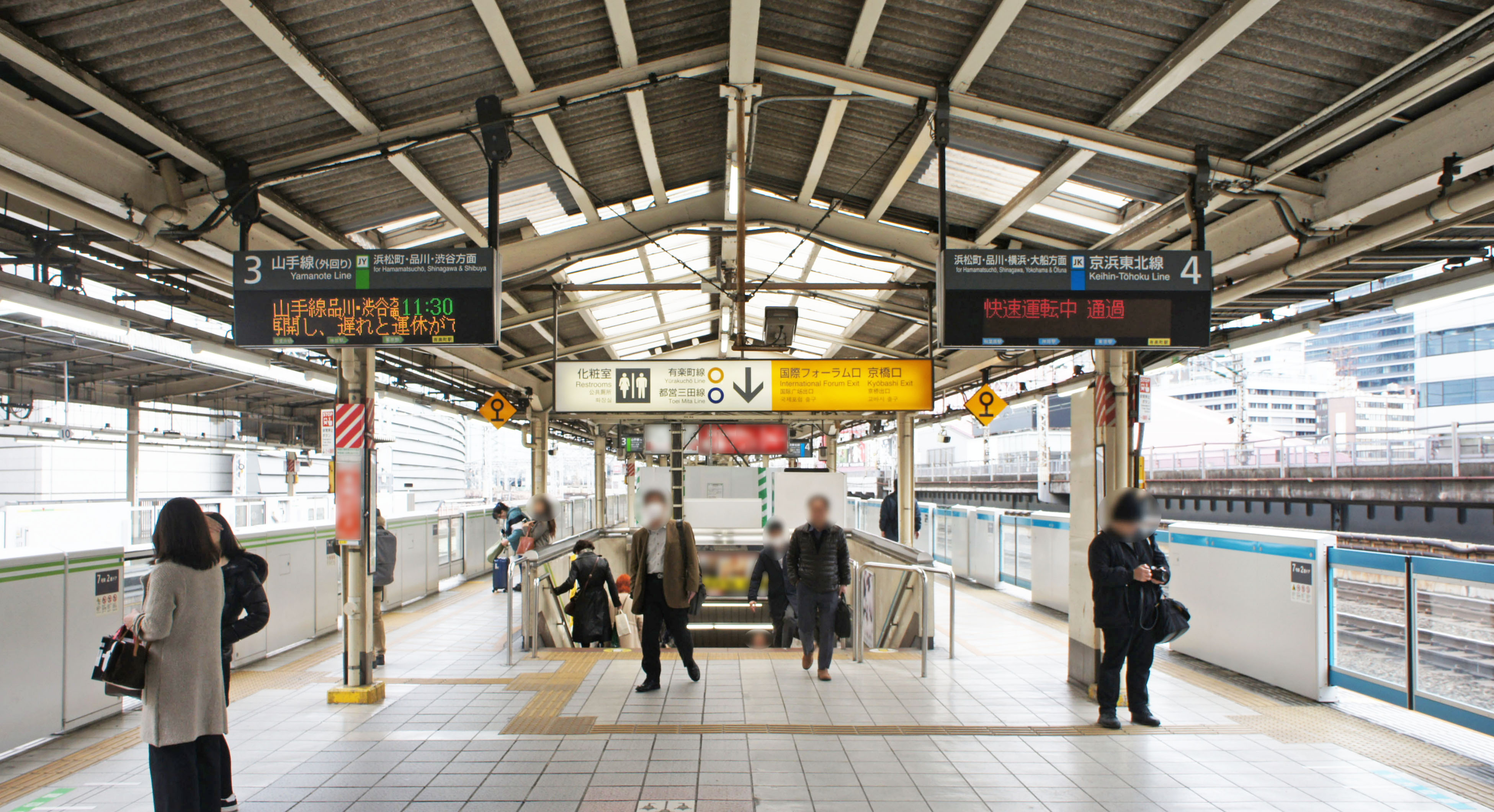
JR-Gleise 3 und 4
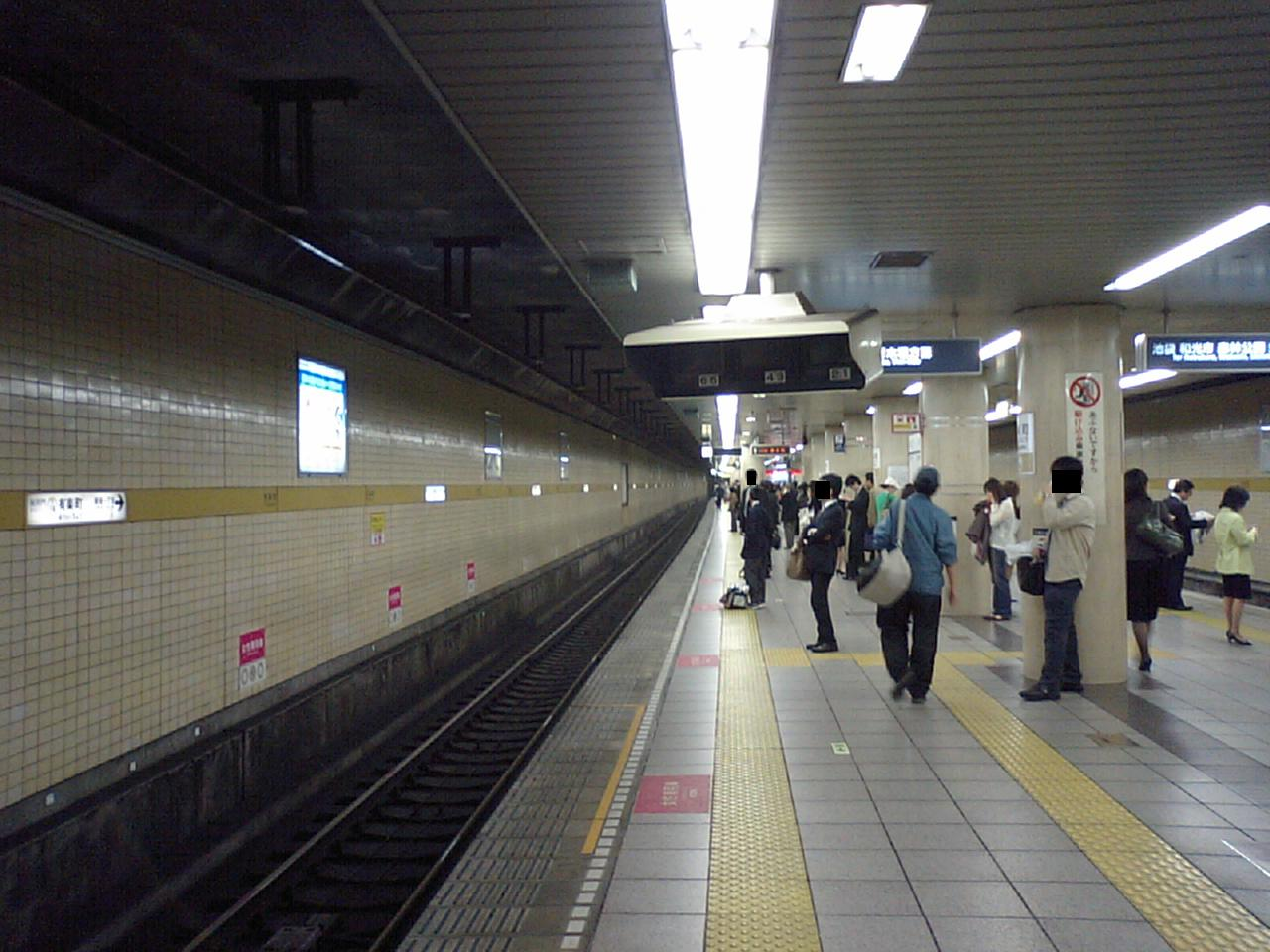
U-Bahnhof
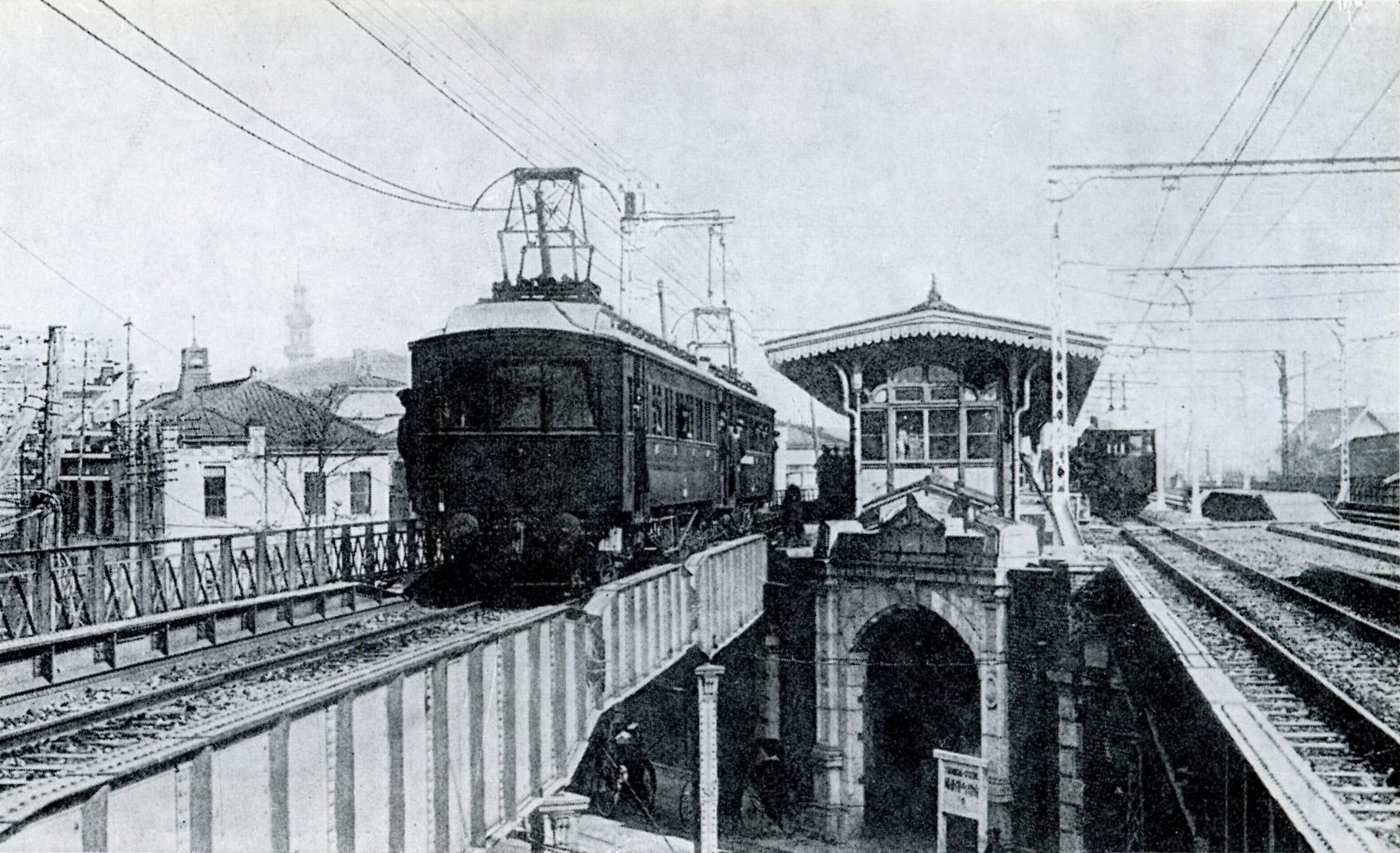
Bahnhof Yūrakuchō im Dezember 1914

## Gleise
JR East
| 1 | ▉ Keihin-Tōhoku-Linie | Tokio • Ueno • Ōmiya           |
| 2 | ▉ Yamanote-Linie      | Tokio • Ueno • Ikebukuro       |
| 3 | ▉ Yamanote-Linie      | Shinagawa • Shibuya • Shinjuku |
| 4 | ▉ Keihin-Tōhoku-Linie | Shinagawa • Yokohama • Ōfuna   |

Tōkyō Metro
| 1 | Yūrakuchō-Linie | Shin-Kiba                       |
| 2 | Yūrakuchō-Linie | Iidabashi • Ikebukuro • Wakōshi |

## Linien
| Verlauf der Keihin-Tōhoku-Linie / Negishi-Linie |
| --- |
| Ōmiya • Saitama-Shintoshin • Yono • Kita-Urawa • Urawa • Minami-Urawa • Warabi • Nishi-Kawaguchi • Kawaguchi • Akabane • Higashi-Jūjō • Ōji • Kami-Nakazato • Tabata • Nishi-Nippori • Nippori • Uguisudani • Ueno • Okachimachi • Akihabara • Kanda • Tokyo • Yūrakuchō • Shimbashi • Hamamatsuchō • Tamachi • Takanawa Gateway • Shinagawa • Ōimachi • Ōmori • Kamata • Kawasaki • Tsurumi • Shin-Koyasu • Higashi-Kanagawa • Yokohama • Sakuragichō • Kannai • Ishikawachō • Yamate • Negishi • Isogo • Shin-Sugita • Yōkōdai • Kōnandai • Hongōdai • Ōfuna |

| Verlauf der Yamanote-Linie |
| --- |
| Shinagawa • Ōsaki • Gotanda • Meguro • Ebisu • Shibuya • Harajuku • Yoyogi • Shinjuku • Shin-Ōkubo • Takadanobaba • Mejiro • Ikebukuro • Ōtsuka • Sugamo • Komagome • Tabata • Nishi-Nippori • Nippori • Uguisudani • Ueno • Okachimachi • Akihabara • Kanda • Tokyo • Yūrakuchō • Shimbashi • Hamamatsuchō • Tamachi • Takanawa Gateway • Shinagawa |

## Geschichte
Der Bau des Bahnhofs stand im Zusammenhang mit der Errichtung des Viadukts zum neu entstehenden Hauptbahnhof. Am 25. Juni 1910 verkehrten Züge der Yamanote-Linie von Karasumori (heute Shimbashi) nach Yūrakuchō. Für rund zweieinhalb Monate war hier die Endstation, bis zur Verlängerung nach Gofukubashi (einer provisorischen Haltestelle auf der Baustelle des Hauptbahnhofs) am 15. September 1910. Mit der Inbetriebnahme der Keihin-Tōhoku-Linie begann am 20. Dezember 1914 der elektrische Betrieb. Bei einem der Luftangriffe auf Tokio während des Pazifikkriegs fielen am 27. Januar 1945 mehrere Bomben auf den zentralen Bereich des Bahnhofs mit den Fahrkartenschaltern, dabei kamen 96 Menschen ums Leben. Die Eröffnung des U-Bahnhofs erfolgte am 30. Oktober 1974, zusammen mit dem ersten Abschnitt der Yūrakuchō-Linie zwischen Ginza-itchōme und Ikebukuro.
Aus Rationalisierungsgründen stellte die Japanische Staatsbahn am 15. März 1972 die Gepäckaufgabe ein. Im Rahmen der Staatsbahnprivatisierung ging der Bahnhof am 1. April 1987 in den Besitz der neuen Gesellschaft JR East über. Im März 2012 wurde der U-Bahnhof mit Bahnsteigtüren ausgestattet; die Bahnsteige der Yamanote-Linie folgten im August 2014, jene der Keihin-Tōhoku-Linie im September 2018.